# Banished by Sin
Banished by Sin è il tredicesimo album in studio del gruppo musicale death metal statunitense Deicide, pubblicato il 26 aprile 2024.

## Controversie
La copertina di questo album è generata dall'intelligenza artificiale

## Tracce
1. From Unknown Heights You Shall Fall – 3:25
2. Doomed to Die – 3:11
3. Sever the Tongue – 3:25
4. Faithless – 3:26
5. Bury the Cross... with Your Christ – 2:55
6. Woke from God – 3:03
7. Ritual Defied – 3:36
8. Failures of Your Dying Lord – 3:22
9. Banished by Sin – 3:04
10. A Trinity of None – 3:26
11. I Am I... a Curse of Death – 3:00
12. The Light Defeated – 3:06

## Formazione
- Glen Benton – voce, basso
- Steve Asheim – batteria
- Taylor Nordberg - chitarra
- Kevin Quirion - chitarra